# 関山利道
関山 利道（せきやま としみち、1973年6月29日 - ）は日本の囲碁棋士。関西棋院所属、九段。大阪府出身。師匠は父の関山利夫九段。

## 略歴
4歳のころ、父関山利夫九段のもと自然に囲碁を覚える。中学2年生のとき、関西棋院の院生になり、翌年15歳でプロデビューを果たす。
28歳のとき、最高段位である九段に昇段。九段になってからは囲碁普及にも尽力。
関西テレビ「ごきげんライフスタイル よ〜いドン!」にて「となりの人間国宝さん」認定。フジテレビ「直撃LIVE グッディ!」生出演。宮藤官九郎氏のラジオ番組出演。
さらには映画「碁盤斬り」（2024年公開、キノフィルムズ）の冒頭シーン、大工職人役として出演を果たし、囲碁を通じたメディアでの幅広い活動も顕著である。
弟子に高橋良侑初段、関山穂香初段。

## 人物
曾祖父に関山盛利四段、祖父に関山利一九段（実力制第1期本因坊・関山利仙）、父に関山利夫九段、長女の関山穂香初段と5代にわたる囲碁界の名門。
3代連続九段、5代連続棋士は囲碁界ならびに世界初。
- 初代　関山盛利四段（日本棋院関西支部所属棋士、1875年 - 1939年8月13日）
- 2代　関山利一九段（日本棋院から関西棋院に移籍。1909年12月23日 - 1970年1月15日）
- 3代　関山利夫九段（関西棋院棋士、1937年7月20日 - 1992年9月2日）
- 4代　関山利道九段（関西棋院棋士、1973年6月29日 - ）
- 5代　関山穂香初段（日本棋院関西総本部所属棋士、2007年6月26日 - ）

橋本昌二九段、倉橋正蔵八段は叔父、倉橋正行九段はいとこ。また、母方祖父は小山久良六段で、囲碁界のサラブレッドと称される。

## 昇段履歴
- 1988年（昭和63年）7月　プロ入り（初段）
- 1989年（平成元年）10月　二段
- 1991年（平成3年）4月　三段
- 1991年（平成3年）10月　四段
- 1994年（平成5年）5月　五段
- 1995年（平成7年）3月　六段
- 1997年（平成9年）4月　七段
- 1999年（平成11年）9月　八段
- 2002年（平成14年）4月　九段

## 関西棋院賞
- 1991年（平成3年）新人賞
- 2025年（令和7年）山野賞（普及功労賞）

## 戦歴
- 1990年（平成2年） 第16期棋聖戦二段戦優勝
- 2003年（平成15年） 第29期碁聖戦で本戦入り
- 2011年（平成23年） 第37期天元戦で本戦入り
- 大手合優勝3回

## 棋風
バランスのとれた、くせのない棋風といわれている。

## 著書
- 改訂版傑作詰碁事典（2009年、誠文堂新光社）
- 基本定石使い方事典（2011年、監修、マイコミ囲碁ブックス）
- 囲碁中盤戦の本質がわかる「5つの極意」（2022年、マイナビ出版）